# Guinness Book of Records
The Guinness Book of Records (Guinness Recordboek), in recente edities Guinness World Records genoemd en in vroegere Amerikaanse edities The Guinness Book of World Records, is een jaarlijks uitgegeven boek met een collectie van internationaal erkende records, zowel qua menselijke verrichtingen als qua extremen van de natuur. Het boek verschijnt jaarlijks in de maand september.

## Geschiedenis
De eerste editie werd uitgegeven in 1955, bedacht door de Guinness-brouwerij, door een discussie over welke jachtvogelsoort sneller is: de goudplevier of het Schotse sneeuwhoen; een vraag die niet op te lossen viel met boeken die op dat moment op de markt waren.
De gegevens in het boek werden verzameld door Ross McWhirter en Norris McWhirter, die op dat moment een onderzoeksbureautje hadden in Londen. Toen het boek onverwachts zeer goed aansloeg, werden er meer edities gemaakt, wat uiteindelijk uitgroeide tot een jaarlijkse uitgave. De McWhirters hebben het boek nog vele jaren uitgegeven.

## Kenmerken
Huidige edities richten zich meer op menselijke records. Ze vermelden zowel serieuze atletische records zoals gewichtheffen, als grappige records als bowlingbalstapelen, de grootste barbecue en het grootste aantal dominostenen dat in één rij stond en ononderbroken na en door elkaar omviel. Dankzij het Guinness Book of Records is er een onderscheid ontstaan tussen de begrippen record en topprestatie. Er zijn veel mensen die hun best doen om een nieuw record te vestigen en een plaats in het boek te krijgen, zoals een record soeproeren of een record door-het-gras-rollen.
Ieder jaar verschijnt er een nieuwe druk met de nieuwe records van het afgelopen jaar, meestal ook met nieuwe prestatiecategorieën.
Naast deze records staan er ook extremen vastgelegd, zoals de langste mens aller tijden, de giftigste plant, de kortste rivier.
Inmiddels zijn er dermate veel records vastgelegd, dat ze niet allemaal meer in een boek gepubliceerd kunnen worden. Daarom wordt er jaarlijks een selectie gemaakt uit de enorme database van records.
In Kopenhagen, San Antonio, Niagara Falls, Hollywood, Gatlinburg en Tokio zijn musea opgericht van het Guinness Book of Records.

## Ethische en veiligheidsoverwegingen
Verschillende wereldrecords die ooit werden opgenomen in het boek zijn verwijderd om ethische redenen. Publicatie van wereldrecords in een categorie van het boek moedigde anderen aan om te proberen dat record te verslaan, zelfs ten koste van hun eigen gezondheid en veiligheid.
Een voorbeeld hiervan vormt de publicatie van een "zwaarste kat"-record, waardoor vele katten door hun eigenaren overvoerd werden, zelfs buiten de grenzen van wat gezond is. Dergelijke 'records' werden daarom verwijderd.
Het Guinness Book heeft eveneens records verwijderd in hun "eten-en-drinken-records"-sectie van Menselijke Prestaties in 1991. Eerdere edities verwezen ook naar voormalig koning Zog I van Albanië die het wereldrecord voor de hoeveelheid opgerookte sigaretten bezit (ongeveer 300 per dag). Punten van zorg waren en zijn dat potentiële concurrenten zichzelf schade zouden kunnen berokkenen en daardoor de uitgever blootstellen aan potentiële geschillen en rechtszaken. De uitgevers hebben besloten dat ze geen eet- en drinkrecords meer zullen opnemen om te voorkomen dat mensen overgaan tot recordpogingen die gevaarlijk kunnen zijn voor hun gezondheid.
Deze veranderingen zorgden voor opheffing van alle destillaat-, wijn- en bierdrink-records, alsook andere records voor het consumeren van ongebruikelijke en/of onwaarschijnlijke voorwerpen zoals fietsen en bomen. Voor andere records, zoals het degenslikken en rallyrijden (op de openbare weg), werden geen nieuwe meldingen meer geplaatst, omdat de houders van de huidige records een prestatie hadden verricht die ver lag van wat nu veilig voor de mens wordt geacht.
In 2019 werd in Last Week Tonight with John Oliver kritiek geleverd op Guinness Book of Records. Volgens Oliver liet Guinness Book of Records zich gebruiken door autoritaire wereldleiders om hun imago op te krikken. Een aantijging die volgens Guinness Book of Records onjuist en oneerlijk was.